# Circuit de la Comunitat Valenciana Ricardo Tormo
Circuit de la Comunitat Valenciana Ricardo Tormo, vanligen kallad Circuit Ricardo Tormo, är en racerbana belägen i Cheste utanför Valencia i Spanien. Banan fick sitt namn efter den spanska roadracingföraren Ricardo Tormo, som dog i leukemi 1998. Sedan 1999 körs MotoGP och Valencias Grand Prix på banan och sedan 2002 har Valencias GP varit säsongens sista Grand Prix. Även Superbike-VM har en årlig deltävling här. Sedan 2005 körs FIA WTCC Race of Spain på banan, och år 2006 och 2007 kördes även GP2 Series här.
Formel 1 har aldrig tävlat på Circuit Ricardo Tormo, men den används ofta som testbana.

## Externa länkar

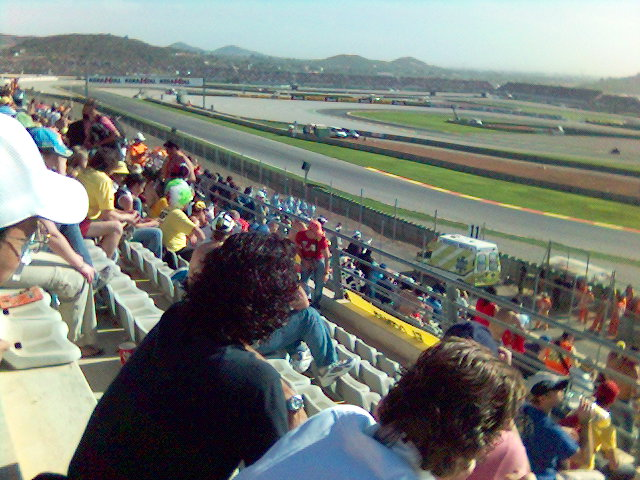
Vy över banan, från gröna läktaren, under Roadracing-VM 2006.